# Margaret Hill
Margaret Hill CBE (née Keynes, 1885 - 1970) est une philanthrope britannique qui consacre sa carrière au bien-être des personnes âgées et est la fondatrice de Hill Homes à Highgate et de Hornsey Housing Trust à Hornsey.

## Premières années
Margaret Neville Hill est née à Cambridge en 1885, l'enfant du milieu de trois de John Neville Keynes (1852–1949) et Florence Ada Keynes (1861–1958). Son frère aîné est l'économiste John Maynard Keynes et son frère cadet l'éminent chirurgien et érudit Sir Geoffrey Keynes. Elle grandit à Harvey Road, Cambridge et est éduquée à la maison par une gouvernante et plus tard à la Wycombe Abbey School.

## Carrière

### Cambridge
Au lieu de l'université, Margaret choisit une carrière qui suit le modèle de sa mère, qui après avoir fréquenté le Newnham College, Cambridge , devient réformatrice sociale, magistrate et la première femme conseillère de Cambridge, devenant maire en 1932. Elle crée une première Agence d'emploi privée pour les jeunes, le registre d'emploi des garçons de Cambridge  et est secrétaire de la Charity Organization Society locale, qui fournit des pensions aux personnes âgées vivant dans la pauvreté . Le premier emploi de Margaret est au registre de l'emploi des garçons avec Eglantyne Jebb (fondatrice de l'association caritative Save the Children en 1919), puis en crée un similaire pour les filles. Il y a une plaque bleue au-dessus du 82, Regent Street, où se trouvait le registre de l'emploi des garçons . Margaret et Eglantyne développent une relation étroite  qui prend fin avec les fiançailles de Margaret avec Archibald Hill en février 1913. Margaret quitte son poste de secrétaire du registre de l'emploi des garçons en 1912, lorsque son amie et future belle-sœur, Margaret Darwin, fille de Sir George Darwin et petite-fille de Charles Darwin, prend la relève, mais elle reste au conseil jusqu'en 1920, lorsque les Hills déménagent à Manchester, puis à Londres en 1923 .

### Highgate, Londres
Moins d'un an après l'arrivée des Hills dans la banlieue nord de Londres de Highgate, Margaret s'implique dans le travail social bénévole, d'abord avec les Hornsey Maternity and Child Welfare Centres, créant une succursale à Highgate en 1928, puis devenant une Poor Law Guardian. En 1929, elle est élue au Hornsey Borough Council et en 1933 est l'un des membres fondateurs du Hornsey Housing Trust. Grâce au travail du Trust, Margaret se rend compte que " certains des locataires les plus âgés et les plus infirmes avaient besoin d'une aide personnelle ainsi que d'un logement "  et en 1939, Margaret ouvre sa première maison pour huit dames âgées, appelée Delia Grotten's à 47, Cecile Park Road, Crouch End, Londres N8, avec ses parents faisant une généreuse contribution à la conversion de la maison édouardienne . Aujourd'hui, il existe des milliers de résidences et de maisons de retraite modestes pour personnes âgées, mais lorsque Delia Grotten ouvre, c'est presque unique.
Pendant la guerre, en raison de sa position officielle au Conseil, elle est chargée des abris antiaériens creusés dans les parcs et les espaces ouverts de l'arrondissement, mais sa principale occupation tout au long de la guerre est de créer une organisation, Highgate Homes for Aged War Victims, qui réquisitionne de grandes maisons vacantes pour les personnes âgées qui ont perdu leur logement à cause des bombardements. En 1941, elle aide à fonder le National Old People's Welfare Council (qui fait maintenant partie d'Age Concern) et en 1943, elle devient membre du Rowntree Committee on the Care of Old People .
En 1944, Hill Homes Ltd est créée, avec Margaret nommée présidente, tenant sa réunion inaugurale au 16 Bishopswood Road, le 6 juin 1944 (jour J). Elle est présidente pendant les 20 années suivantes, période au cours de laquelle le nombre de maisons détenues et gérées par Hill Homes passe à neuf. Elle est nommée première présidente de l'entreprise en 1966 . En 1957, son travail est publiquement reconnu lorsqu'elle reçoit le CBE.

## Vie privée
Margaret épouse Archibald Vivian Hill en juin 1913. Ils déménagent de Cambridge à Altrincham près de Manchester en 1920 lorsque Hill est nommé professeur de physiologie à l'Université de Manchester. En 1923, Hill devient professeur Jodrell de physiologie à l'University College de Londres et ils déménagent au 16 Bishopswood Road, Highgate . Au cours de leurs 54 années à Highgate, selon leur petit-fils Nicholas Humphrey, les thés informels de Hill à leur domicile auraient été suivis par pas moins de 18 lauréats du prix Nobel, ainsi que leurs amis Stephen Hawking et Sigmund Freud. Ils se retirent à Cambridge en 1967, où Margaret Hill décède le 22 juin 1970 des suites de la maladie de Parkinson .
Archibald et Margaret Hill ont deux fils et deux filles :
- Polly Hill (en) (1914–2005), économiste, épouse KAC Humphreys, registraire du West African Examinations Council.
- David Keynes Hill (1915–2002), physiologiste, épouse Stella Mary Humphrey
- Maurice Hill (1919-1966), océanographe, épouse Philippa Pass
- Janet Hill (1918–2000) pédopsychiatre, épouse l'immunologiste John Herbert Humphrey

## Ouvrages
- Margaret Neville Keynes, The Problem of Boy Labour in Cambridge, Cambridge, Bowes & Bowes, 1911
- Margaret Neville Hill, An Approach to Old Age and its Problems, Edinburgh; London, Oliver & Boyd, 1961